# Бобик в гостях у Барбоса (мультфильм)
«Бобик в гостях у Барбоса» — советский рисованный мультфильм, снятый режиссёром Владимиром Поповым по сценарию Михаила Либина на основе одноимённой сказки Николая Носова на студии «Союзмультфильм» в 1977 году.

## Сюжет
Рано утром дедушка выгуливает своего домашнего любимца — пса Барбоса. Потом оставляет его одного дома, а сам уходит на работу до вечера, оставив Барбоса «за хозяина». Барбосу скучно одному, и он приглашает в гости дворового пса Бобика. Барбос изображает из себя хозяина квартиры: бесцеремонно опустошает холодильник, устраивает катание по залитому киселём полу, отворачивает портрет дедушки, заявляя: «А что мне дедушка? Здесь всё моё!» и «А если дедушка не слушается, то я его веником», всячески пытаясь поразить Бобика.
Разрушив всё, что можно и что нельзя, герои ложатся спать на дедушкину кровать, и им снится сон, в котором они ведут дедушку, хозяина Барбоса, на поводке и поют песню:

«Человек собаке друг — это знают все вокруг!

Понятно всем, как дважды два — нет добрее существа!

Лапу первым подаёт, волю нервам не даёт.

Ещё никто не замечал, чтобы хоть раз он зарычал.

Он не лает, не кусается, на прохожих не бросается,

И на кошек — ноль внимания! Вот это воспитание!»
Вечером приходит с работы дедушка и, увидев, что учинили в доме собаки, было ринулся за веником, чтобы проучить их, однако поскальзывается на киселе и падает, отчего собаки просыпаются. Тогда дедушка в сердцах швыряет в Барбоса тапком, и тот прячется под кровать. Бобик спасается бегством через окно, вслед ему летит веник.
Дедушка сидит в кресле-качалке, обозревая погром и не зная, что делать. Раздаётся звонок в дверь, Барбос, виляя хвостом, приносит дедушке тапочки, а в дверях сидит виноватый Бобик с веником в зубах, и дедушка его прощает, гладит по голове и впускает в дом.

## Роли озвучивали
- Юрий Никулин — Бобик
- Олег Табаков — Барбос / Дедушка[источник не указан 240 дней]

## Создатели
- Сценарий: Михаила Либина по сказке Николая Носова
- Режиссёр: Владимир Попов
- Художники-постановщики: Николай Ерыкалов, Левон Хачатрян
- Композитор: Владимир Комаров
- Оператор: Кабул Расулов
- Звукооператор: Борис Фильчиков
- Художники-мультипликаторы: Эльвира Маслова, Марина Рогова (в титрах Н. Рогова), Олег Комаров, Фёдор Елдинов, Наталия Богомолова, Николай Фёдоров, Сергей Маракасов
- Ассистенты: Лидия[источник не указан 240 дней] Никитина, Людмила Крутовская[a]
- Монтаж: Наталия Степанцева
- Редактор: Раиса Фричинская
- Директор картины: Фёдор Иванов

## Оценки
Говоря о работах Владимира Попова вообще и о мультфильме «Бобик в гостях у Барбоса» в частности, киновед Сергей Капков отмечал, что они «решены в юмористическом ключе, их отличают увлекательные сюжеты, сочные характеры, легкие, яркие рисунки, музыкальность».

## Аудиосказка
В 1990-е годы на аудиокассетах изданием Twic Lyrec была выпущена аудиосказка по одноимённому мультфильму с текстом Александра Пожарова.

### Комментарии
1. ↑  Имя и отчество уточнены по персональной странице на сайте Аниматор.ру[3].